# Richard Walther Darré
Richard Walther Darré (Buenos Aires, 14 de juliol de 1895 - Múnic, 5 de setembre de 1953), SS-Obergruppenführer va ser un dels ideòlegs més importants del nazisme i de la teoria de la sang i el sòl. Va ser Reichsleiter, cap del Despatx per a la raça i del poblament (RUSHA) de la SS entre 1931 i 1938. També va ser ministre de l'Agricultura i de l'alimentació entre 1933 i 1942.

## Biografia
Richard Walther Darré va néixer a Buenos Aires, d'un pare alemany i d'una mare germano-sueca. El seu pare era el director d'una companyia d'exportació i d'importació. Parlava correntment alemany, castellà, francès i anglès. El 1904, quan tenia nou anys, els seus pares el van enviar a Alemanya per a terminar els seus estudis. Després va estudiar Ciències colonials a Witzenhausen. Va ser allà on va començar a interessar-se per a l'agricultura. L'any següent va presentar-se com a voluntari per a la primera guerra mundial. Després de la guerra va tornar a Witzenhausen per a acabar els seus estudis i va anar per a una passantia a Pomerània. El 1922 va continuar els seus estudis a Halle.

### El nazi Darré
El jove Darré va afiliar-se als Artamans, un grup de joves adeptes del retorn al sòl. Allà, començà a desenvolupar els seus ideals eugenètics de Blut und Boden (sang i sòl). Preferia la “colonització interna”, la recuperació del sòl perdut als intents de la república de Weimar de recuperar les colònies africanes. Els seus primers escrits tractaven principalment de les tècniques de cria. Va estendre les seves idees de cria de bestiar efectiva vers la creació d'humans ideals i així va idear un dels fonaments de la ideologia nazi, que va aplicar tècniques agriculturals a la humanitat sencera, com es palesa a aquesta citació: 
| « | Quan haurem vençut Anglaterra, us destruirem definitivament, vosaltres els anglesos. Enviarem els homes i dones vàlids de 16 a 45 anys com a esclaus al continent. Les persones grans i febles les exterminarem. Tots els homes que es quedaran a Anglaterra com a esclaus s'esterilitzaran. Enviarem un a dos milions de dones joves de tipus nòrdic a institucions de cria als quals, durant un període de deu a dotze anys, estaran fecundades per mascles alemanys seleccionats. Cada any criaran joves nòrdics educats com alemanys, que formaran la futura població britànica. S'educaran a Alemanya, i només es permetrà als que respondran als criteris del nacionalsocialisme de tornar a Anglaterra per a residir-hi de manera permanent. Els altres els esterilitzarem i es reincorporaran als grups d'esclaus a Alemanya. Només caldrà una o dues generacions per a fer desaparèixer els britànics. | » |

Al seu primer llibre, El conreu com a font de vida de la raça nòrdica de 1928 en el qual defèn un mètode més natural de la gestió de les terres de conreu i la protecció dels boscs va impressionar Heinrich Himmler, qui va inspirar-se de les idees de Darré per a la seva política de generar una nova aristocràcia alemanya usant els mètodes de selecció usuals de l'agricultura.
| « | L'única riquesa real del nostre poble és la qualitat de la seva sang. Els béns materials es poden perdre com a poble o com a individu; això no és cap problema, si la vella sang alemanya queda disponible, aquesta a cada moment pot tornar a crear els béns perduts. Això era ben bé la il·lusió dels desdenyosos vencedors de Versalles; van permetre als pobles, i en primer lloc als jueus, de despullar-nos. Pensaven atènyer-nos al més essencial. Tot i això, van oblidar la nostra sang i no van pas veure que aquesta sang tenia la potència de tornar a crear tot el que la seva enveja i les seves inferioritats van robar-nos | » |

Darré va afiliar-se als NSDAP i aviat aconseguí el grau de Reichsleiter, el nivell superior, tot just a sota del Führer. El partit va encarregar-lo de la creació del Despatx de la raça i del poblament (RuSHA), un servei racista i antisemita dins de la SS. Va dissenyar el pla “Raça i espai” com a sosteniment a les campanyes d'expansió territorial vers l'est.
El 1931 va organitzar una campanya per a mobilitzar els pagesos pel NSDAP, en explotar llur descontentament contra el govern de Weimar, considerat com massa urbà i preparant-los com a futurs colons dels territoris conquerits a l'est. Sens dubte, aquesta mobilització va contribuir a l'accessió d'Adolf Hitler al poder el 1933.
De 1933 a 1942 va ser ministre de l'Agricultura i de l'alimentació. Va promulgar la llei imperial sobre la successió dels masos (Reicherbhofsgesetz) del 1933 que estipulava a la seva introducció: «El govern de l'imperi vol mantenir l'estament dels agricultors com a font de la sang del poble alemany, en conservar els usos i costums tradicionals. Els masos han de ser protegits contra l'excés d'endeutament i l'escissió, per garantir que per sempre queden l'herència de l'estirp a les mans d'agricultors llibres» El 1935 va crear junt amb Heinrich Himmler i Hermann Wirth, l'institut de recerca Ahnenerbe que tenia com a tasca d'estudiar la raça alemanya i que in fine va conduir cap a les experimentacions inhumanes als camps de concentració. Tot i continuar la política d'eugenèsia, Himmler va distanciar-se el 1938 de Darré, en trobar-lo massa teorètic.
El 1942 Darré va demetre's oficialment per a raons de salut, però de fet van llicenciar-lo per què no li reeixia d'organitzar l'aprovisionament de la població i de l'exèrcit.

### La posguerra
Darré va ser empresonat el 1945 i jutjat als Judicis de Nuremberg de 1947 a 1949. Va ser descarregat de les acusacions més pesades de genocidi. Tot i això, va ser condemnat a set anys de presó. Malgrat la condemna, ja el 1950 va ser alliberat i va establir-se a Múnic, on va morir el 5 de setembre de 1953.
Encara avui les teories de Darré inspiren una part de la ultradreta convençuda de la decadència de la vida urbana i la noblesa de l'autarquia rural.

## Obres
- Das Bauerntum als Lebensquell der nordischen Rasse, Múnic, Editorial JF. Lehmanns Verlag, 1929, (En català: Els conreadors com a font de vida de la raça nòrdica)
- Neuadel aus Blut und Boden, Múnic, Editorial JF. Lehmanns Verlag, 1930, 231 pàgines (En català: Una noblesa nova de sang i de sól)
- Das Schwein als Kriterium für nordische Völker und Semiten, Múnic, Editorial JF. Lehmanns Verlag, 1933 (En català: El porc com criteri per als pobles nordics i els sèmits)
- «Blut und Boden, ein Grundgedanke des Nationalsozialismus» in Odal, Monatschrift für Blut und Boden, Berlin, Reichsdruckerei, 1936, 11 pàgines (en català: Sang i sòl, una idea fundadora del nacionalsocialisme)
- «Um Blut und Boden.» in: Hanns Deetjen i Wolfgang Clauß (redacció), Reden und Aufsätze, München, Editorial Eher, 1940.
- Excerpt de Conferència sobre el futur del Regne Unit al qual explica la política eugenètica que s'aplicara després de l'ocupació de l'illa.
- «Neuordnung unseres Denkens» in: Schriftenreihe für die weltanschauliche Schulung der Ordnungspolizei. (En català: «Un orde nou de pensament» in: Escrits per a la instrucció filosòfica de la polícia de l'orde), Berlín, 1942 (Edició especial).
- «Aufbruch des Bauerntums». in: Reichsbauerntagsreden 1933-1938, Berlin, Editorial Reichsnährstand Verlag, 1942.
- Zucht als Gebot, Berlin, Editorial Blut und Boden, 1944 (En català: La cria com a deure).
- C. Carlsson (pseudònim), «Bauer und Technik» a la revista: Klüter Blätter tom 10, Deutsche Sammlung, Lochham bei München, Türmer Verlag, 1951.